# Wira Astafjewa

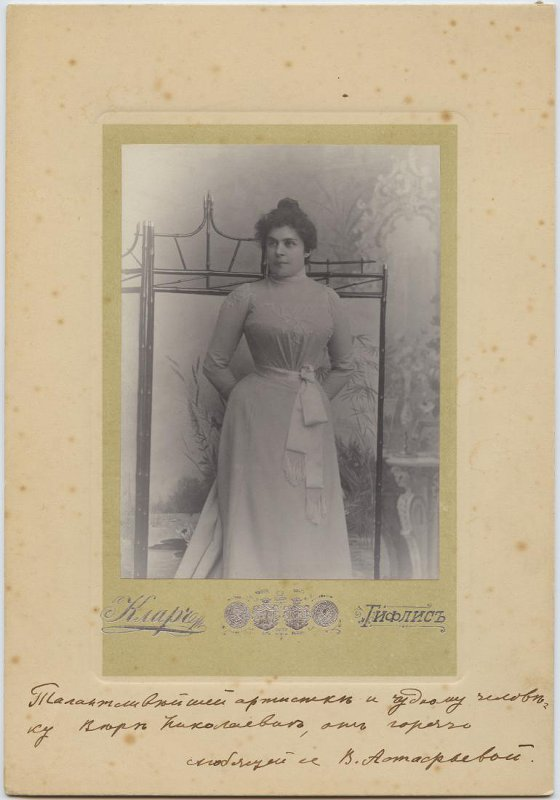
Wira Astafjewa

Wira Leonidiwna Astafjewa (ukrainisch Віра Леонідівна Астаф'єва, * 1867 im Ujesd Konotop, Gouvernement Tschernigow; † 4. Dezember 1927 in Kiew) war eine sowjetisch-ukrainische Opernsängerin (Dramatischer Sopran) und Lehrerin.

## Biografie
1886 absolvierte sie die Städtische Musikakademie in Kiew und 1889 das Conservatorio Giuseppe Verdi.
Von 1886 bis 1911 trat sie mit Unterbrechungen als Solistin am Taras-Schewtschenko-Opernhaus auf. Weitere Opern, in denen sie auftrat, waren die Kasaner Oper 1895 bis 1896, die Saratower Oper 1896 bis 1897, die Solodownikow-Oper in Moskau 1899 bis 1902, die Tifliser Oper 1900 bis 1901 und die Neue Oper in Sankt Petersburg 1902 bis 1904. Bis 1912 tourte sie durch mehrere Städte in Lettland, Litauen, Belarus, Italien, Österreich und den USA. Ihr Repertoire umfasste über 60 Hauptrollen in klassischen Opern und internationalen Volksliedern.
Sie unterrichtete von 1913 bis 1919 an privaten Musikschulen Kiew. Von 1919 bis 1927 war sie Professorin am Musik- und Theaterinstitut M. Lyssenko.